# Donje Mokrice
Donje Mokrice – wieś w Chorwacji, w żupanii sisacko-moslawińskiej, w mieście Petrinja. W 2011 roku liczyła 57 mieszkańców.